# Jérôme-Joseph de Momigny

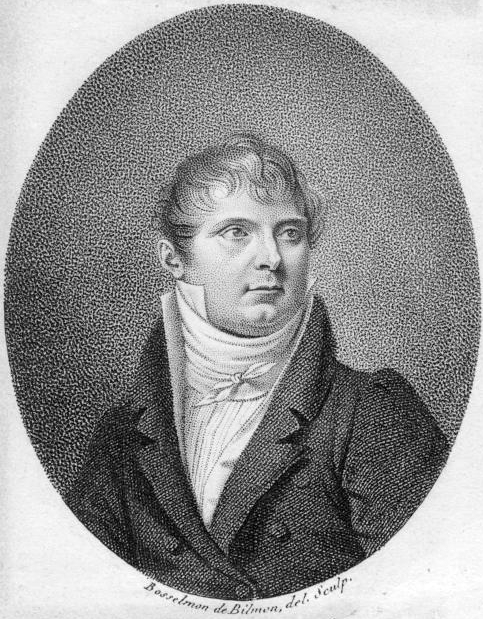
Jérôme-Joseph de Momigny.

Jérôme-Joseph de Momigny, född den 20 januari 1762 i Philippeville, död den 25 augusti 1838 i Paris, var en fransk musikteoretiker.
de Momigny blev först långt efter sin död vederbörligen uppskattad som grundläggare av den moderna fraseringsläran, vars grundsatser han med klarhet utvecklade i flera skrifter, främst i Cours complet d’harmonie et de composition (3 band, 1806) och andra bandet av den musikaliska avdelningen i Encyclopédie méthodique (1818).